# Inger Andersen

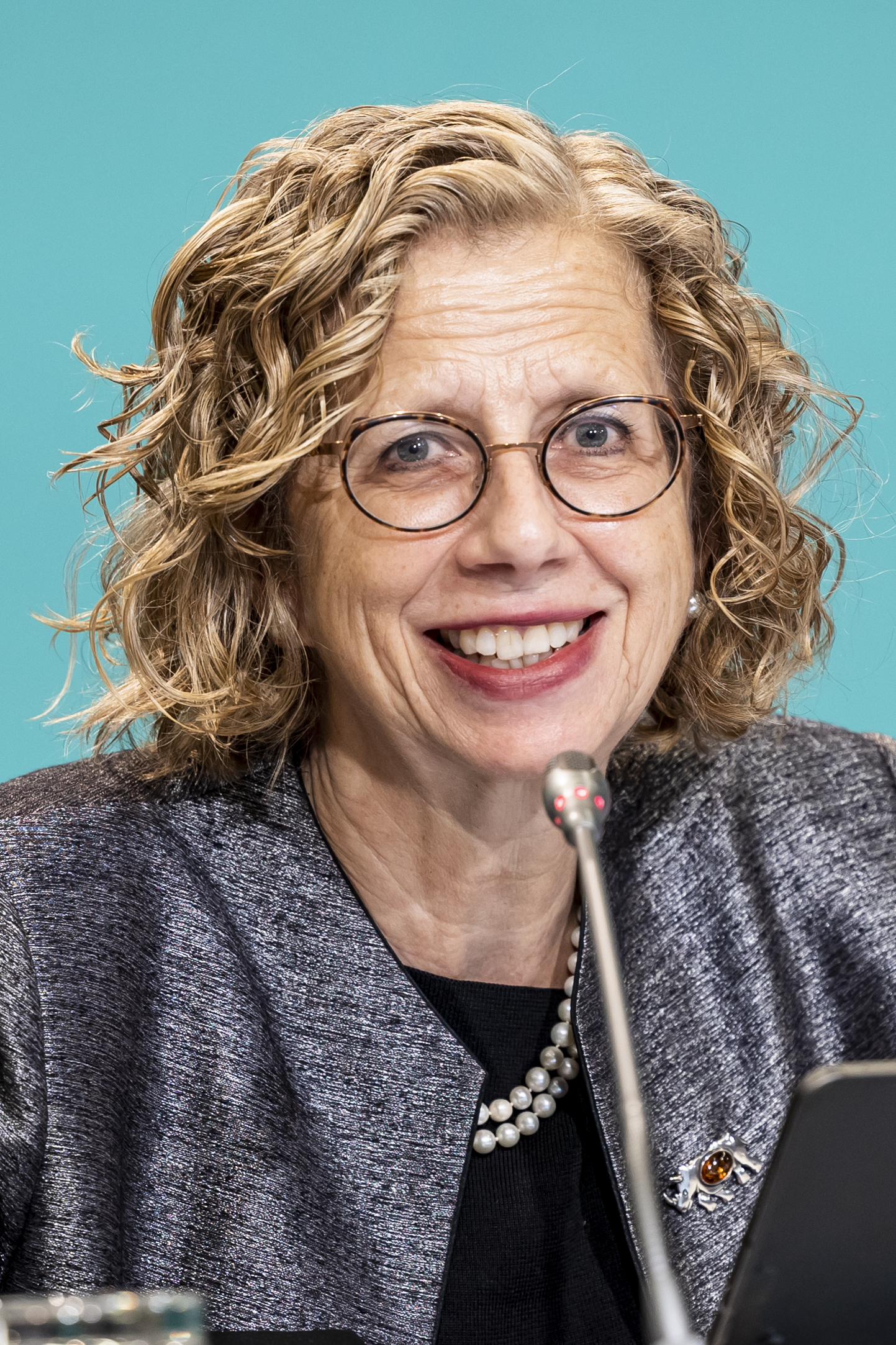
Inger Andersen, 2022

Inger La Cour Andersen (* 23. Mai 1958 in Jerup, Dänemark) ist eine dänische Ökonomin und Ökologin.

## Leben
Inger Andersen ist die Tochter von Aagot la Cour Andersen und Erik Andersen. Sie ist die Enkelin des dänischen Historikers und Archäologen Vilhelm la Cour. Ihr Bruder ist Hans la Cour, der als Autor, Filmemacher und Segelsportler bekannt ist.
1977 erhielt sie ihr Abitur am Midtfyns Gymnasium. 1981 erwarb Andersen ihren BA-Abschluss an der Polytechnic of North London (jetzt London Metropolitan University) und 1982 ihren Master-Abschluss an der School of Oriental and African Studies.
Seit Januar 2015 war sie Generaldirektorin der Naturschutzorganisation IUCN.
Andersen ist seit Februar 2019 Exekutivdirektorin des Umweltprogramms der Vereinten Nationen.

## Positionen
Inger Andersen bekennt sich zu den Prinzipien der International Gender Champions, die die Geschlechtergleichstellung in staatlichen, internationalen und zivilgesellschaftlichen Organisationen zum Ziel hat.